# Plži v akváriích

## Běžné druhy akvarijních plžů
- piskořka věžovitá Melanoides tuberculatus (O. F. Müller, 1774). Ryje ve dně a tak ho časem vyrovnává. Požírá tmel. Potrava: řasy. Listy pampelišek nežere. Nesnáší chladnou vodu, uhynou pod 16 °C.

- Ampullariidae: měchýřovka východní Pomacea bridgesii (syn. Ampularia australis). Požírá i syrové hovězí maso.

- Physastra proteus (syn. Isidora proteus) – nesnáší chladnou vodu.

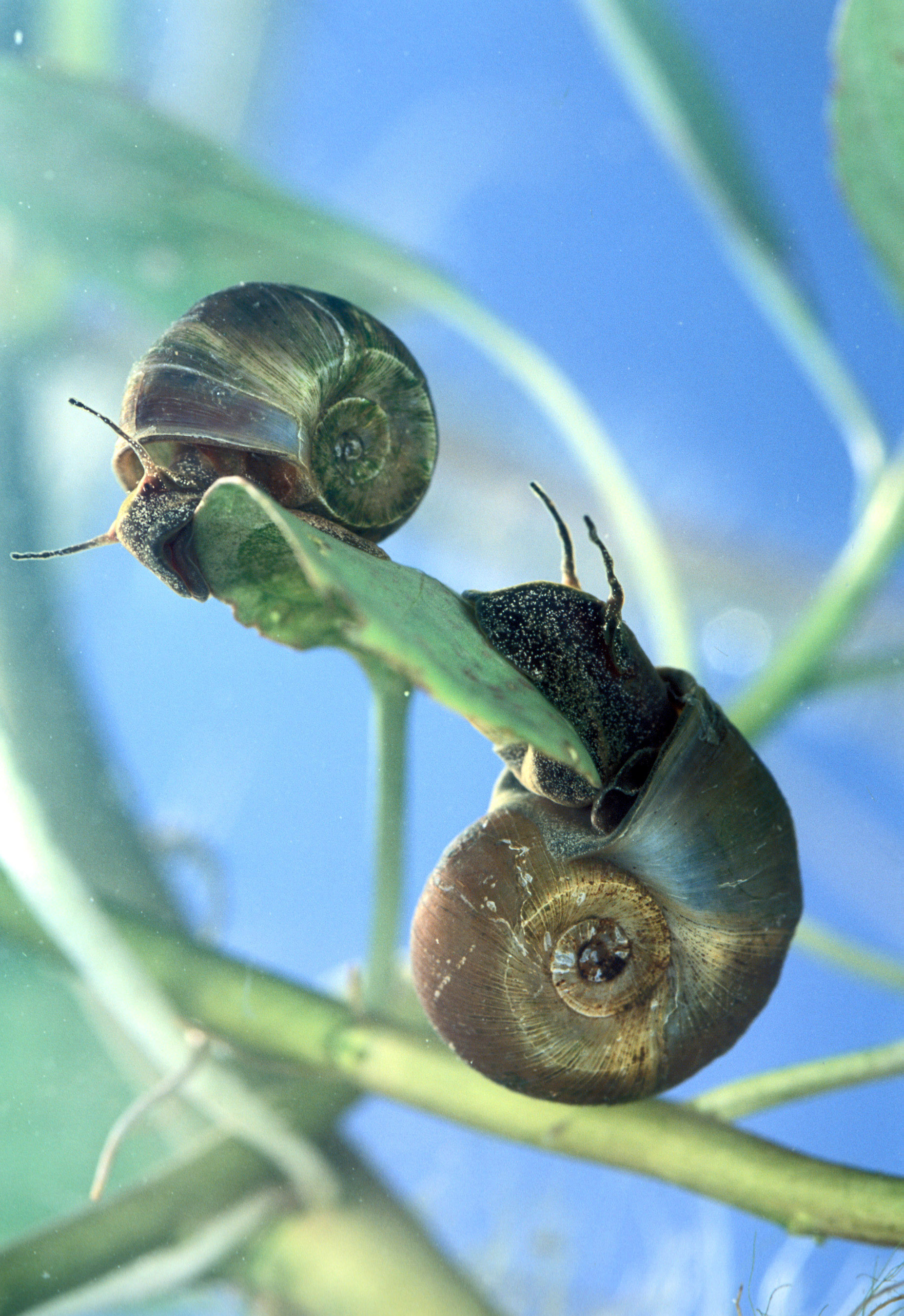
Planorbella trivolvis

- Planorbella anceps - dokáže sežrat i žabník jitrocelový (Alisma plantago-aquatica), která je v syrovém stavu pro člověka jedovatá.

- blátivka americká Pseudosuccinea columella (Say, 1817). Velmi nenáročný chovanec. Žere cokoliv včetně akvarijních rostlin. V akváriu chovám pouze tento a předchozí druh a krmím je kousky slupek od brambor. Ale pozor: týdně malý kousek slupky asi 3 krát 1 cm, jinak se z Vašeho akvária (bez filtru) stane nevzhledná bažina. Snáší i jakkoliv špinavou vodu, neboť dokáže žít i v čistírnách odpadních vod. Vajíčka tohoto plže jsou natolik životaschopná, že se mohou vyskytovat v sušeném krmivu.

Plži jsou v akváriích užiteční požíráním řas a zbytků potravy pro ryby, která by jinak zahnívala. Jejich úhyn může indikovat znečištění mědí a octem (po dezinfekci nádrže a nevypláchnutí).
Je však nutno vybrat takové druhy plžů, které příliš neničí vodní rostliny. Nedoporučují se proto druhy, které jsou rovněž nevhodné do jezírek. Mohou také škodit požíráním jiker, a proto je nedávejte do vytíracích nádrží. Větší plži se mohou v noci zmocnit i potěru.
Plži požírají v akváriích většinou jemné nebo mladé listy (např. řeřišnice lyrovitá (Cardamine lyrata) – jemné velmi křehké lístky, rohatec žluťuchovitý (Ceratopteris thalictroides) - mladé jemné rostliny). Další potrava plžů: salát (i sušený), špenát (spařený vřelou vodou), listy pampelišky, slupky okurek, sušený okřehek. Nepožírají vláknité řasy a sinice.
Některá potrava plžů (např. mrkev, brambora, jablko, maso, …) je vhodná pro jejich nalákání v případě přemnožení.
Příliš mnoho plžů v akváriu může z vody odčerpat vápenaté látky a mohou tak dokonce měnit tvrdost vody. To se může stát osudné rybám, které vyžadují vodu s vyšší alkalitou např. tlamovec jikroskvrnný (Haplochromis burtoni) vyžaduje středně tvrdou vodu s vyšší alkalitou.

## Plži v zahradních jezírkách
Proti přemnožení řas se doporučuje nasadit do zahradního jezírka tyto druhy plžů:
- okružák ploský Planorbarius corneus
- levatka říční Physa fontinalis
- levatka ostrá Physa acuta
- bahenka živorodá Viviparus contectus, (případně bahenka pruhovaná Viviparus viviparus)

Nedoporučuje se vysazovat tyto druhy:
- plovatka bahenní Lymnaea stagnalis - rychle likviduje kromě řas i vodní rostliny (např. i lekníny.) Může být v akváriích užitečná požíráním nezmarů.